# Manolito Gafotas

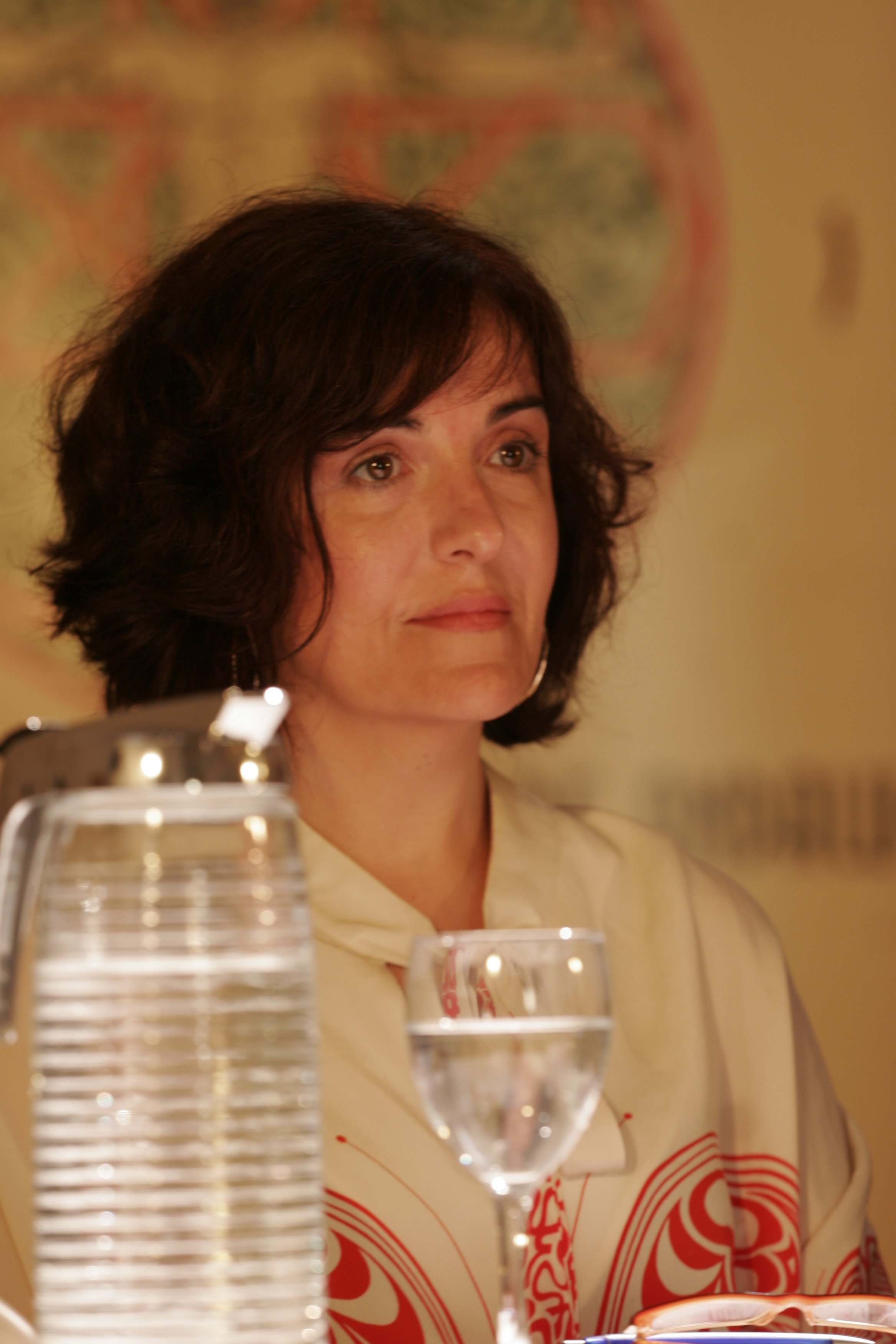
Hiszpańska pisarka Elvira Lindo.

Manolito Gafotas (w polskiej wersji językowej Mateuszek) – seria książek dla dzieci hiszpańskiej pisarki Elviry Lindo, której miejscem akcji jest madrycka dzielnica Carabanchel Alto (Górny).
Seria książek składa się na opowiadania dla dzieci i młodzieży, której bohaterem jest Mateuszek Garcia Moreno-niesforny, dziesięcioletni chłopiec. Przeżywa on wiele przygód w domu i szkole. Niestety, niesłychana naiwność często pakuje chłopca w tarapaty.

## Bohaterowie
- Rodzina Garcia Moreno
  - Mateuszek
  - Głupek (jego prawdziwe imię to Mikołaj)
  - Rodzice Mateuszka
  - Dziadek Mateuszka
- Sąsiedzi rodziny Mateuszka
  - Pani Lusia
  - Barnaba
  - Tina (pies sąsiadów)
  - Ferdynand (rybka sąsiadów)
  - Tutto (kanarek sąsiadów)
- Koledzy Mateuszka
  - Uszatek
  - Kamil
  - Zuzia w brudnych majtkach
  - Gracja González
  - Kuba Martinez
  - Maciek
- Pani wychowawczyni
- Alkad

## Książki
1. Manolito Gafotas / Mateuszek – 1994
2. Pobre Manolito / Mateuszek i kłopoty – 1995
3. Cómo molo! (otra de Manolito Gafotas) / Jestem Super-Mateuszek – 1996
4. Los trapos sucios de Manolito Gafotas / Mateuszek i tajemne sprawki – 1997
5. Manolito on the road / Mateuszek w trasie – 1998
6. Yo y el Imbécil / Głupek i ja Mateuszek – 1999
7. Manolito tiene un secreto / Sekret Mateuszka – 2002
8. Manolito Aventuras / Przygody Mateuszka – 2009 (historyjki o Mateuszku wybrane z pierwszych 3 tomów)
9. Manolito En Problemas / Mateuszek w Tarapatach – 2010 (3 historyjki o Mateuszku z 1997, 1999 i 2002 roku)
10. Mejor Manolo / Tylko nie Mateuszek! – 2014

## Mateuszek w Polsce
- Tłumaczenie: Anna Trznadel-Szczepanek
- Ilustracje: Julian Bohdanowicz
- Wydawnictwo: Nasza Księgarnia